# دولت کوچک
دولت کوچک دولتیست که فعالیتهای خود را حداقل می‌کند. این مفهوم در لیبرترینیسم و لیبرالیسم کلاسیک دارای اهمیت است. این دولت در موضوعات اقتصادی کمتر دخالت کرده و بوروکراسی کمتری دارد. در این دولت سهم کمتری از درآمد عمومی توسط دولت توزیع می‌شود.

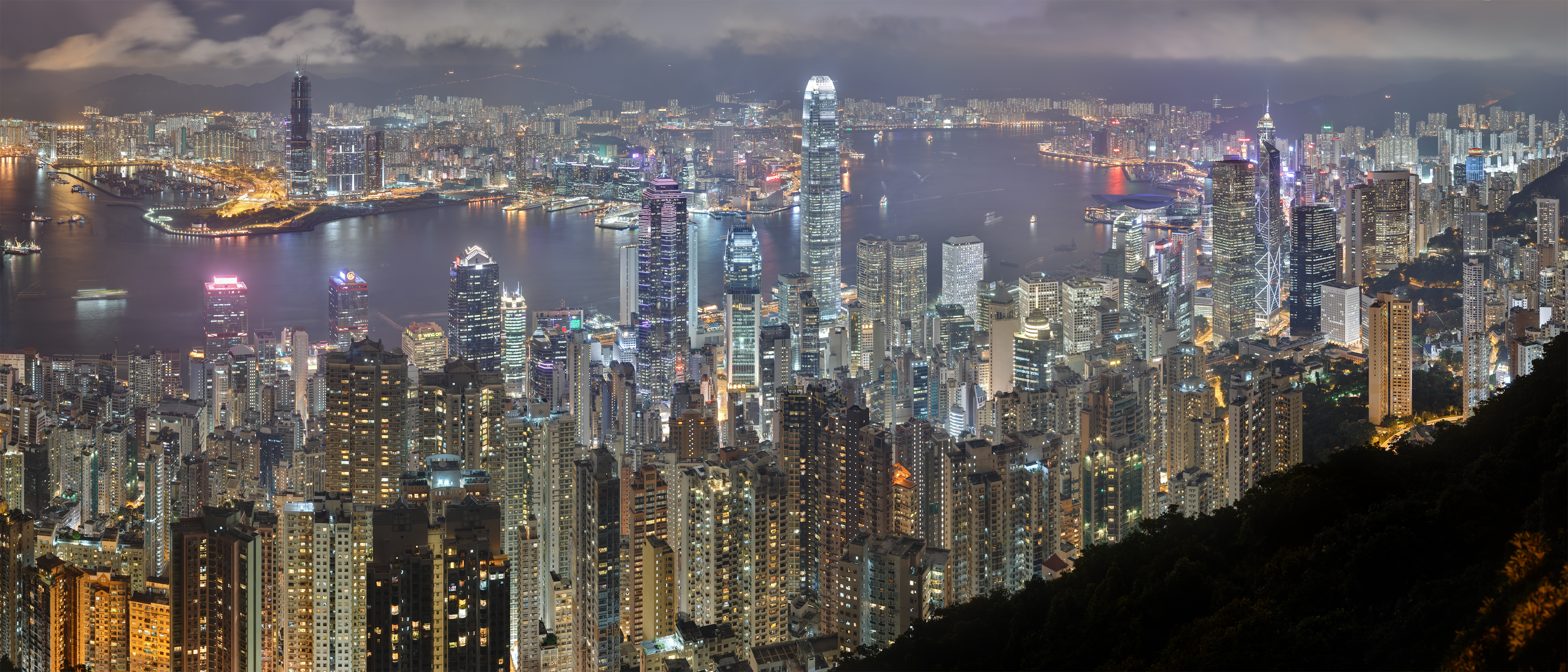
هنگ کنگ دهه‌هاست از سیاست‌های دولت کوچک و لسه فر پیروی کرده است.

## در هنگ کنگ
میلتون فریدمن هنگ کنگ را حکومتی لسه فر می داند و رشد سریع آن از فقر به رونق در عرض ۵۰ سال را ناشی از این سیاست می داند.

## بیرون
- Report and video comparing small and big governments by the CPS